# Parówki (Dęby)
Parówki – część wsi Dęby w Polsce, położona w województwie mazowieckim, w powiecie ostrołęckim, w gminie Łyse.
W latach 1975–1998 Parówki administracyjnie należały do województwa ostrołęckiego. 